# اتروریا

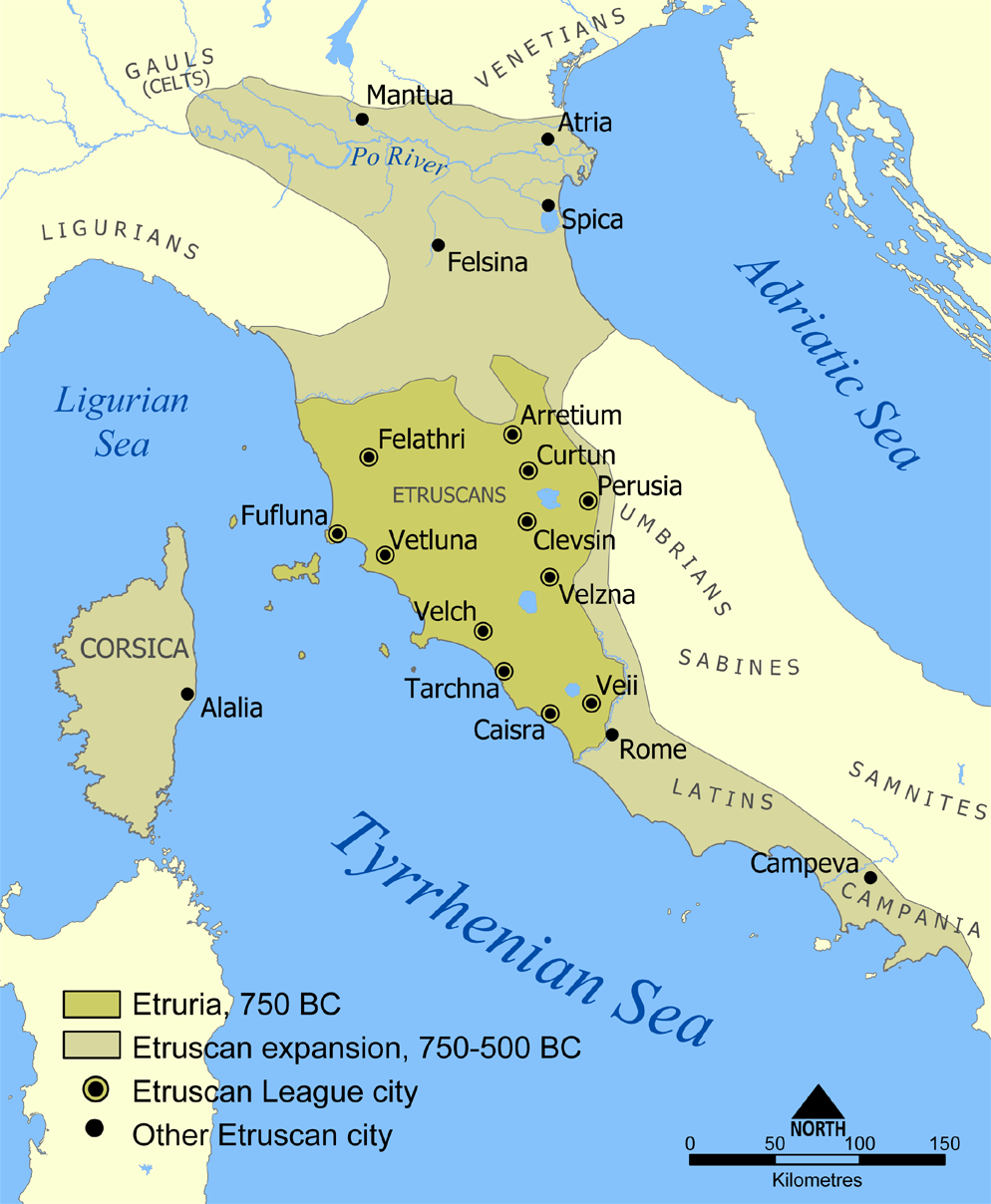
گسترهٔ تمدن اتروسک‌ها

اِتروریا نام منطقه‌ای بوده‌است در مرکز ایتالیای کنونی و در برگیرنده استان‌هایی که امروزه به‌نام توسکانی، امیلیا-رومانیا و اومبریا شناخته‌می‌شوند. اتروریا را در متن‌های لاتین و یونانی بیشتر Tyrrhenia می‌خوانده‌اند.
مردمان باستانی اتروریا اتروسک‌ها بودند که فرهنگ مختلطشان در دولت‌شهرهایی چند -که از دورهٔ ویلانوا از سده نهم پیش از میلاد برخاسته و سپس نیرومند شده بودند- متمرکز بود. فرهنگ ایشان از ۶۵۰ (پیش از میلاد) بر دیگر فرهنگ‌های مردمان دیگر ایتالیای باستان چیرگی یافت و محدوده‌اش به درهٔ رود پو و لاتیوم تا مستعمره‌های یونانی در جنوب ایتالیا و سیسیل رسید. آنان همسایگان شمالی روم بودند. به‌طور کلی، در دورهٔ باستان و پیش از تشکیل تمدن روم، رود تیبر سرحد میان اتروریا (قلمرو اتروسکان) و لاتیوم (قلمرو لاتینان) شد، چنان‌که اتروریا در شمال تیبر و لاتیوم در جنوب آن جای داشت.
تمدن روم متاثر از فرهنگ اتروسک‌ها بود، زیرا دو تن از پادشاهانش به‌نام‌های لوکیوس تارکوئینیوس پریسکوس و لوکیوس تارکوئینیوس متکبر اتروسک‌تبار بودند. این شاهان تا ۵۰۹ پیش از میلاد، که جمهوری روم تشکیل شد، بر روم فرمانروا بودند.

## شهرهای اتروریا
- ویئی
- کائره
- کلوسیوم
- تارکوئینیئی
- کورتونا
- آرتزو
- وولترا
- پوپولونیا
- پروجا
- تراچینا
- تارکوینیا
- وولچی
- وولسینی
- وتولونیا